# CAN Calibration Protocol
Das CAN Calibration Protocol (CCP) ist ein auf CAN basierendes Netzwerkprotokoll. Das englische Wort Calibration bezeichnet die Bedatung (Applikation) eines Steuergerätes. Es wurde vom ASAM e. V. (Association for Standardization of Automation and Measuring Systems) standardisiert und findet hauptsächlich Anwendung, um bei der Entwicklung und beim Test von Steuergeräten für Kraftfahrzeuge mit diesen zu kommunizieren. Nachfolger ist das XCP.